# 輸送航空隊
輸送航空隊（ゆそうこうくうたい）は、陸上自衛隊佐賀駐屯地（佐賀県佐賀市）に隊本部が駐屯する第1ヘリコプター団隷下の航空科部隊である。隷下部隊の一部（第109飛行隊：CH-47装備）を高遊原分屯地（熊本県上益城郡）に配置している。

## 概要
隊長は、1等陸佐（二）が充てられ、隊旗はあさぎの群旗を使用する。V-22を装備する2つの飛行隊、CH-47を装備する1つの飛行隊などで構成され、定員は約430名である。
V-22オスプレイおよびCH-47チヌークを運用する部隊として、2020年（令和2年）3月26日、木更津駐屯地（千葉県木更津市）に新たに編成された。V-22の配備先については、相浦駐屯地（長崎県佐世保市）に配備している水陸機動団との一体的な運用を確保する等の観点から、佐賀空港を最適な候補地とし、同地に佐賀駐屯地が建設されたが、完成までの間に島嶼防衛態勢を早期に確立するため、木更津駐屯地に暫定配備されることになった。

## 沿革
- 2020年（令和2年）
  - 3月26日：輸送航空隊が木更津駐屯地に新編[3]。第109飛行隊を高遊原分屯地に配置。
  - 4月5日：隊旗授与[2][4]。
  - 7月10日：1機目のV-22（機体番号：91705）を受領[5]。
  - 7月16日：2機目のV-22（機体番号：91701）を受領[6]。
  - 11月3日：V-22飛行開始式典を挙行[7]。
- 2022年（令和4年）7月28日：陸上自衛隊航空学校 、海上自衛隊第51航空隊および掃海隊群と連携して、V-22の護衛艦「ひゅうが」への発着艦要領について検証作業を実施した[8]。
- 2023年（令和5年）9月5日：第107飛行隊は、海上自衛隊護衛艦「いせ」との協同訓練を小笠原諸島周辺海空域において実施し、V-22の海上自衛隊艦艇への発着艦練度向上を図った[9][10]。
- 2024年（令和6年）
  - 6月19日：米軍岩国基地から17機目となるV-22の機体が到着し、計画していた全17機の納入が完了した[11][12]。
  - 7月11日：木更津駐屯地においてV-22納入完了式を挙行[13]。
- 2025年（令和7年）
  - 7月9日：佐賀駐屯地開設に伴い、V-22の移駐開始[14][15][16]。輸送航空隊長が佐賀駐屯地司令に職務指定[17]。
  - 8月12日：V-22の17機目となる最後の機体が佐賀駐屯地に到着し、全機の移駐が完了[18][19]。

## 部隊編成
- 輸送航空隊本部
- 本部中隊「輸航-本」[1]
- 第107飛行隊「107飛」：V-22[1][2]
- 第108飛行隊「108飛」：V-22[1]
- 第109飛行隊「109飛」（高遊原分屯地）[1][2]：CH-47
- 輸送航空野整備隊「輸航整」[1][2]

## 主要幹部
| 官職名                         | 階級          | 氏名     | 補職発令日     | 前職                      |
| ------------------------------ | ------------- | -------- | -------------- | ------------------------- |
| 輸送航空隊長 兼 佐賀駐屯地司令 | 1等陸佐（二） | 青山佳史 | 2025年03月24日 | 第1ヘリコプター団本部勤務 |

| 代 | 氏名     | 在職期間                        | 前職                                    | 後職                                  |
| -- | -------- | ------------------------------- | --------------------------------------- | ------------------------------------- |
| 01 | 不破 悟  | 2020年03月26日 - 2022年12月22日 | 第1ヘリコプター団本部付                 | 陸上幕僚監部人事教育部 募集・援護課長 |
| 02 | 姫野智一 | 2022年12月23日 - 2025年03月23日 | 陸上幕僚監部装備計画部 航空機課総括班長 | 陸上幕僚監部装備計画部航空機課長      |
| 03 | 青山佳史 | 2025年03月24日 -                | 第1ヘリコプター団本部勤務               |                                       |

## 主要装備
- V-22
- CH-47J/JA

## ギャラリー

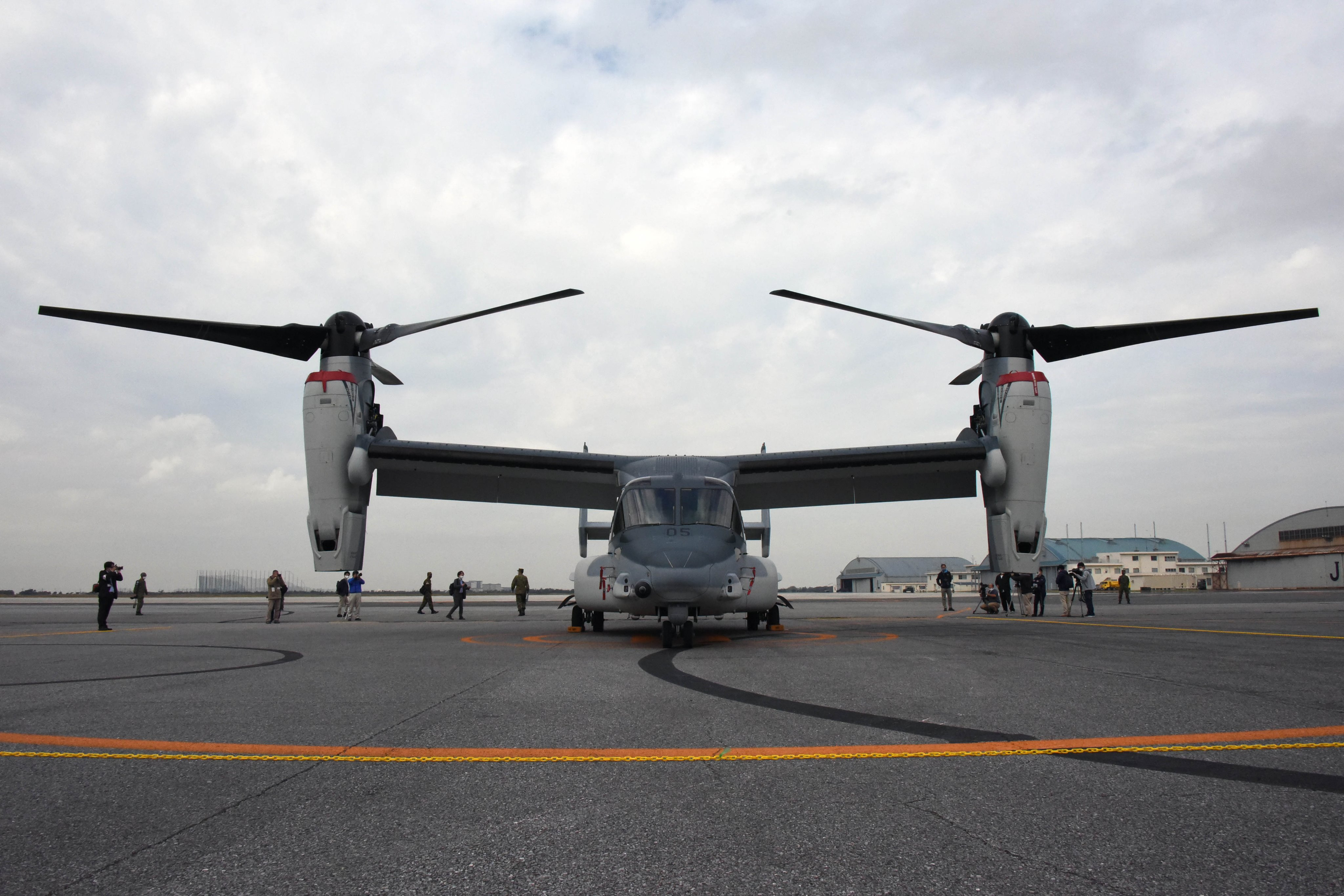
正面から見たオスプレイ
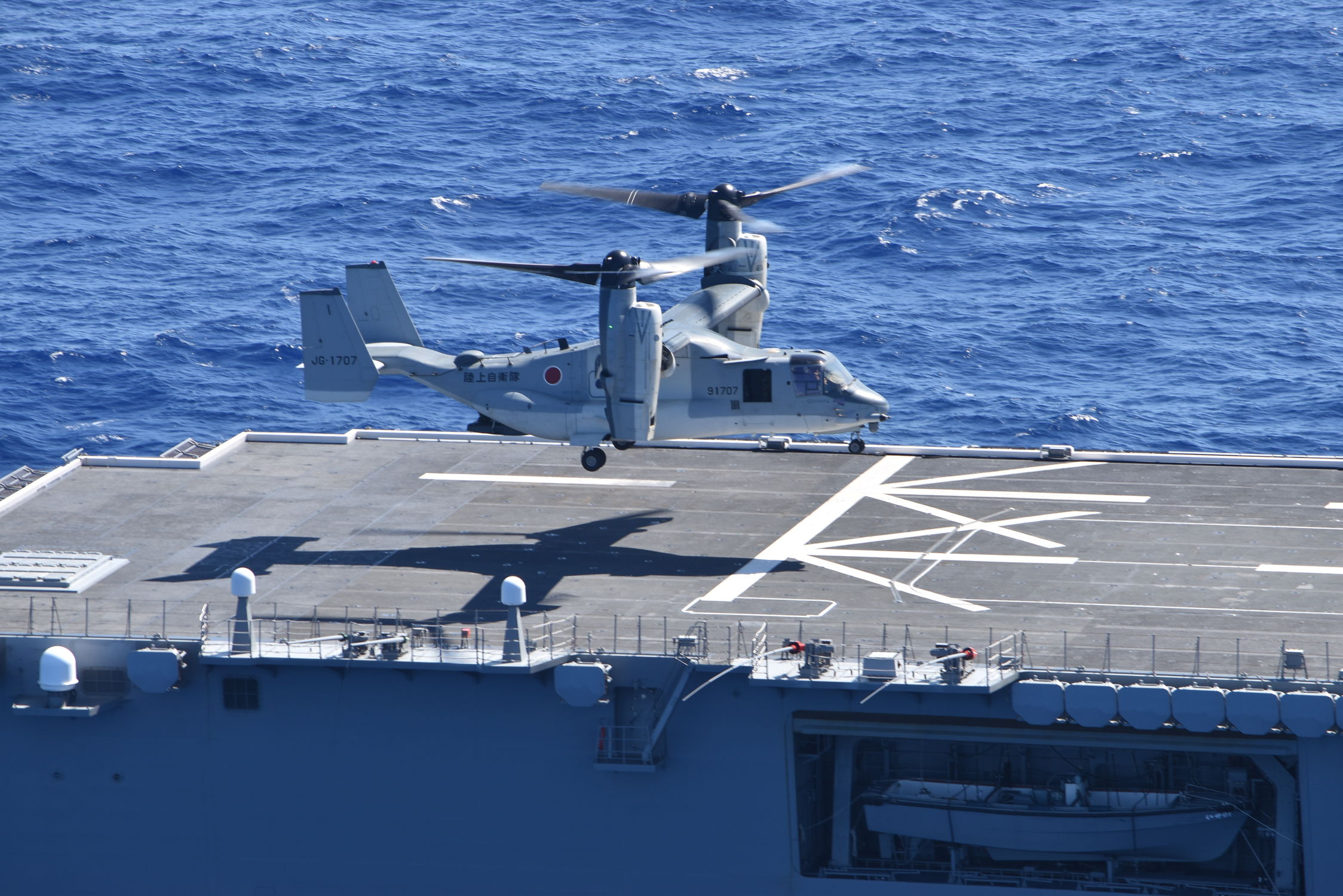
護衛艦「いせ」に着艦するオスプレイ
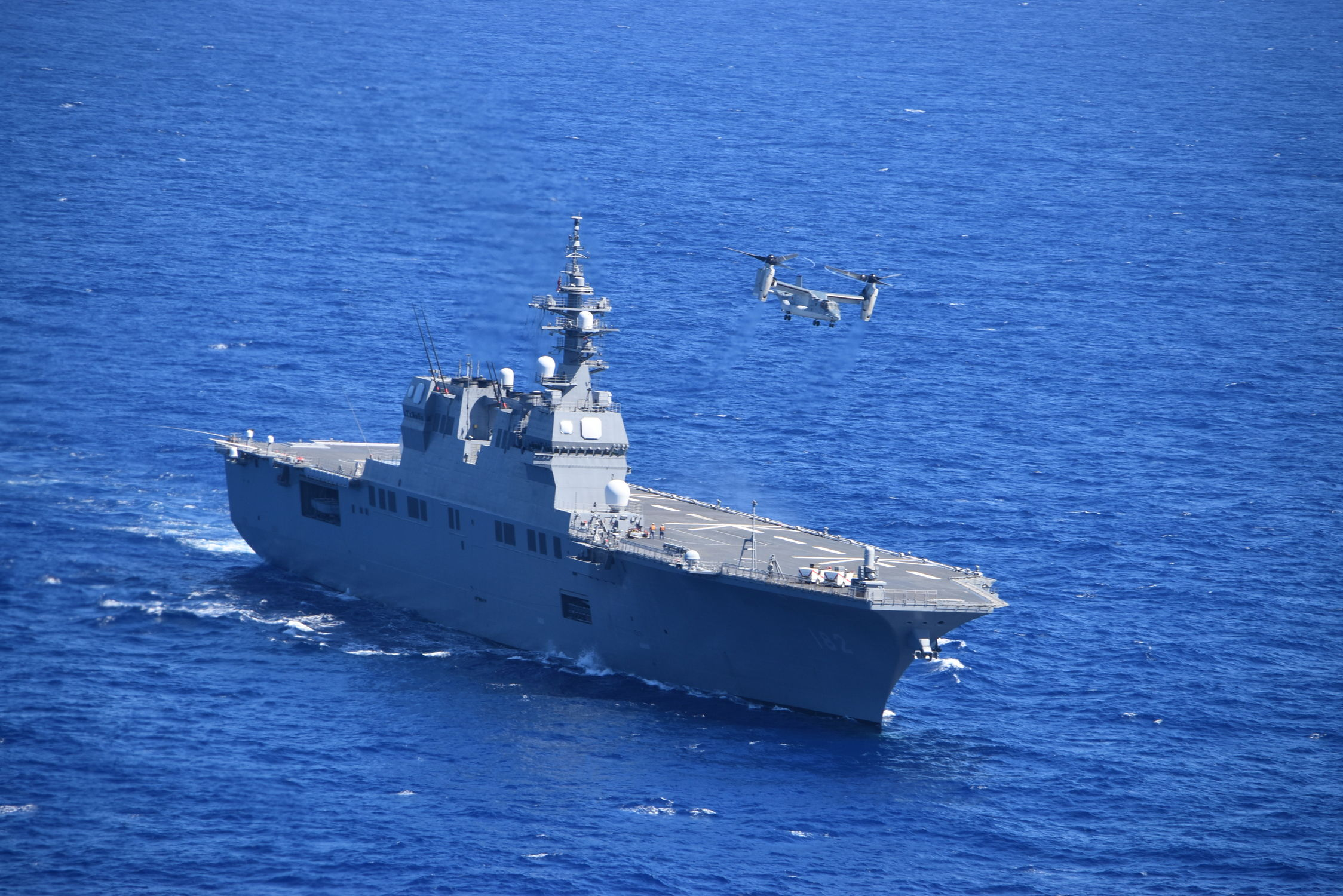
海上自衛隊護衛艦「いせ」とオスプレイ